# Safona
Safona, Safo, Sapfo (gr. Σαπφώ, łac. Sappho) – grecka poetka, żyjąca na przełomie VII i VI wieku p.n.e., przedstawicielka poezji lirycznej (liryka eolska). 

## Życiorys
Jej imię brzmiało – według strof jej poezji – Psafo, istnieją również inne formy: Sapfo, Saffo czy też Safo. Urodziła się na wyspie Lesbos, prawdopodobnie w Mitylenie lub Eresos. Datę urodzin określa się pomiędzy latami 630 p.n.e. a 618 p.n.e. Zachowały się brązowe monety z Mityleny przedstawiające Safonę grającą na lirze, a także monety z miasta Eresos wybite z okazji wizyty poetki (choć to być może właśnie Eresos było rodzinnym miastem Safony). Urodziła się w zamożnej i znaczącej rodzinie arystokratycznej. Ojciec – Skamandronymos (zwanym też Skamonem lub Kamonem), osierocił ją wcześnie pozostawiając wraz z trzema braćmi w opiece matki – Kleuis (Kleis). Najstarszy z braci, Larichos, pełnił zaszczytną funkcję podczaszego w prytanejonie – rodzaju dzisiejszego ratusza. Charakos był bogatym kupcem i osiedlił się w Naukratis, strategicznie położonej kolonii greckiej w delcie Nilu. W Egipcie Charakos zakochał się nieszczęśliwie w heterze Doriche, co doprowadziło go do ruiny finansowej i przysporzyło wstydu całej rodzinie. Najmniej wiadomo o trzecim bracie poetki Eurogyjosie.
Według Księgi Suda z X w. Safona wyszła za mąż za mężczyznę o imieniu Cercylas. Teza ta nie ma potwierdzenia w żadnym innym źródle.

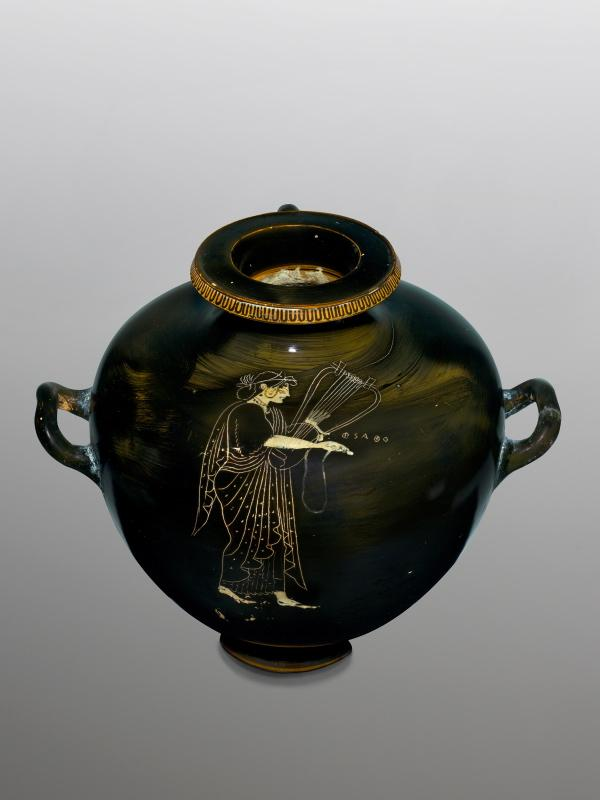
Wyobrażenie poetki na hydrii Malarza Safony (ok. 510 p.n.e.) z Muzeum Narodowego w Warszawie

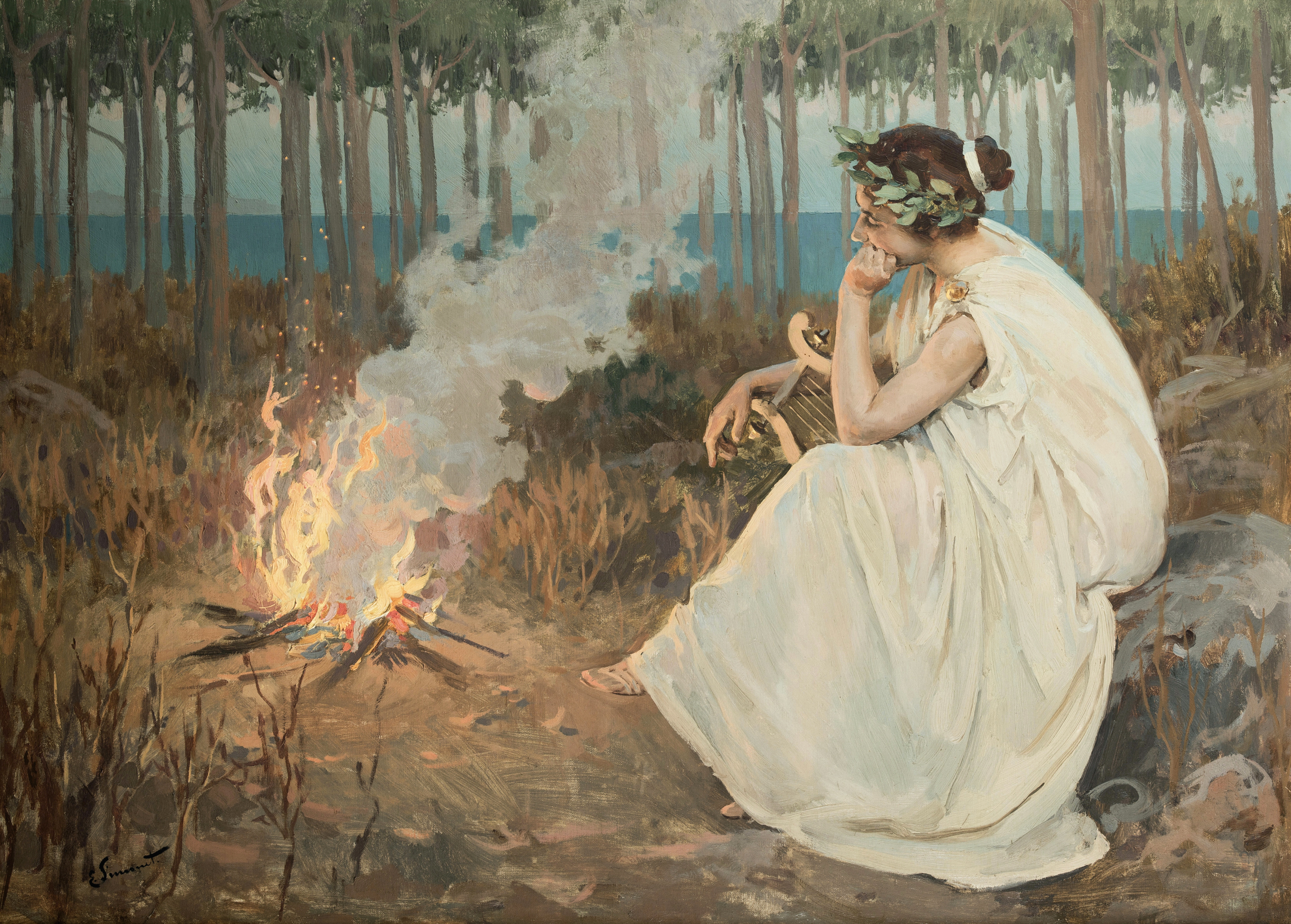
Safona Enrique Simonet

W strofach swojej poezji wspomina z czułością córkę Kleis (tradycyjnie nadano jej imię babki). Z czasem Safona staje się przewodniczką – nauczycielką koła (z gr. thassos) ku czci muz i bogini Afrodyty. Miejscem spotkań grupy młodych, niezamężnych dziewcząt z arystokratycznych rodów staje się dom Safony. Safona kształciła dziewczęta w muzyce, grze na instrumentach (lirze zwanej barbitonem), poezji i tańcu aż do czasu ich zamążpójścia. Poetka obdarzała swe podopieczne serdeczną przyjaźnią i gorącym uczuciem. Ku nim skierowane są najpiękniejsze liryki miłosne, homoerotyczne, przepojone radością wspólnego pobytu i smutkiem, gdy wychodząc za mąż opuszczały koło. Zachowały się także pieśni weselne – epitalamia – dedykowane młodym oblubieńcom. Od miejsca zamieszkania Safony, czyli wyspy Lesbos, pochodzi określenie lesbijka, czyli kobieta orientacji homoseksualnej.
Zachowała się scena na czerwonofigurowym naczyniu z Attyki (kubek-kalatos datowany na ok. 480 p.n.e.) przedstawiającą Safonę i poetę Alkajosa. Alkajos darzący Safonę gorącym, przyjacielskim uczuciem, pisze o niej: „fiołkowłosa, czysta, uśmiechnięta Safo”.
W Syrakuzach wystawiono jej pomnik, przedstawiano ją na malowidłach, wazach, monetach i rzeźbach. Pisali o niej z zachwytem Platon, Herodot, Arystofanes, Pindar oraz inni. Właśnie obok Pindara i Anakreonta zaliczana była do „trójcy” najwybitniejszych liryków starożytności. W tym czasie Grecja staje się miejscem burzliwych przemian społecznych związanych z dążeniem ludu do współrządzenia. Na Lesbos powołany został urząd ajsymnety – rozjemcy, którym został Pittakos. W zamęcie spowodowanym początkiem rządów Pittakosa rodzina Safony w obawie o życie opuściła wyspę i udała się na Sycylię. Później powstała legenda, według której Safona zakochała się w rybaku o mitycznym imieniu Faon.
Według greckich mitów stary rybak o imieniu Faon przewiózł za darmo łodzią starą kobietę, pod postacią której ukryła się bogini Afrodyta. Ta w podzięce za jego gest uczyniła Faona młodym i pięknym (w inne wersji mitu Faon otrzymał maść, która uczyniła go młodym i pięknym). Gdy odmienionego Faona ujrzała Safona, zakochała się w nim, lecz ten romans nie trwał zbyt długo, gdyż względy Faona zwróciły się w stronę innej kobiety. Safona, zrozpaczona odrzuconą miłością, rzuciła się ze Skały Leukadyjskiej do morza. Do tej legendy odwołała się w wierszu Soliloquy of Sappho before Precipitating Herself from the Rock of Leucadia amerykańska poetka Margaret Agnew Blennerhassett.
W rzeczywistości Safona wróciła na Lesbos, gdzie dożyła późnej starości. Z tego okresu pochodzą pieśni historyczne i epitafia. Safona zmarła i została pochowana w Eolidzie pomiędzy 604 a 590 p.n.e.

## Twórczość

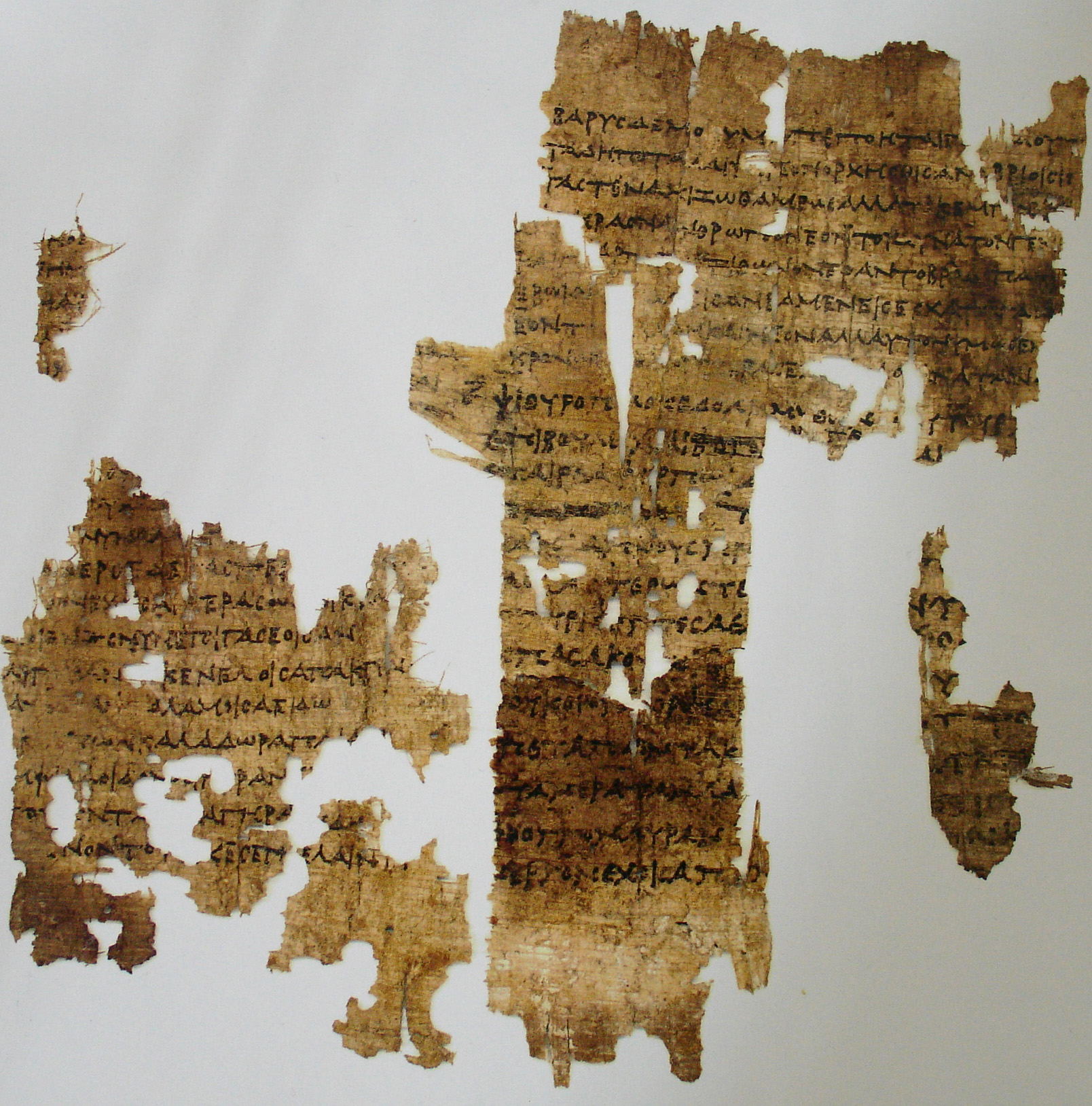
Fragment utworu Safony zapisany na papirusie z III wieku p.n.e. (Altes Museum w Berlinie)

Spuścizna poetki to około 10 000 utworów zawartych w dziewięciu księgach. Do dziś zachowało się około 550 wierszy (hymny, modlitwy, wiersze do przyjaciółek, pieśni weselne i miłosne), z czego wiele poznano w ostatnim stuleciu dzięki odkryciom papirusów z Oksyrynchos. Wciąż znajdowane są nowe utwory.
Ukazana w poezji Safony została niezwykła siła kobiecych uczuć, pełna wdzięku i delikatności, wrażliwości i subtelności zaskakuje ogromną intensywnością i bogactwem wyrazu.
W Polsce bardzo wcześnie tłumaczona przez Jana Kochanowskiego (Do Anny, Do miłości i epigram z Antologii Palatyńskiej na grób Safony), później przez Franciszka Kniaźnina, w nowszych czasach przez Józefa Szujskiego, Jana Czubka, Tadeusza Sinko i Stefana Srebrnego, Wiktora Steffena, Jerzego Danielewicza, Kazimierę Jeżewską, Janinę Brzostowską, Nikosa Chadzinikolau, J.J. Szczepańskiego, S. Warszawską.